# 阿拉善左旗巴彦浩特机场
阿拉善左旗巴彦浩特机场位于中国内蒙古自治区阿拉善盟阿拉善左旗巴彦浩特镇，是内蒙地区阿拉善盟三个机场之一。于2013年12月17日正式开航。

## 设计
机场拥有一条长2400*45米的跑道、一座面积 1500 平方米的航站楼和有 3 个停机位的停机坪。机场飞行区等级为 3C。该机场按满足2020年旅客吞吐量25万人次目标设计。

## 气候特征
机场属中温带大陆性气候区，为典型的干旱荒漠气候特征。年平均风速为 3.0m/s，最多风向为静风，风向频率为 12.5%，次多风向为东南东，风向频率为 11.3%。雷暴多发生在 6-9 月，年平均雷暴日数16.4 天。能见度小于 1km 的天数，年平均为 6.3 天；能见度在 1km 至 10km 间的天数，年平均为 12.6天。影响能见度的主要因素有烟、雾、低云、沙暴、扬沙等。5-9 月为低云多出现的季节；3-6 月为沙尘暴和扬沙出现的季节。

## 航空公司和航线
| 航空公司 | 目的地                                                 |
| -------- | ------------------------------------------------------ |
| 华夏航空 | 重庆、呼和浩特、西安                                   |
| 幸福航空 | 阿拉善右旗、包头、额济纳旗、西安、银川、天津（经包头） |